# Метельський Віктор Трохимович
Ві́ктор Трохи́мович Мете́льський (нар. 14 січня 1926, Одеса, Українська РСР — 8 лютого 1987, Одеса) — радянський футболіст, захисник.

### Кар'єра
Починав футбольну кар'єру в московському клубі «ВПС». Дебютував у чемпіонаті СРСР 9 травня 1947 року в матчі проти тбіліського «Динамо». Всього в тому сезоні зіграв 24 матчі. За 5 років у складі ВПС він провів 152 матчі і забив один гол. Це сталося 12 вересня 1950 року у зустрічі проти ЦДКА. Після того, як 1952 року ВПС розформували, Метельський перейшов в одеський «Металург» (нині «Чорноморець»). Два сезони він відіграв в класі «Б», після чого перейшов до місцевого СКВО. За цю команду Віктор грав до закінчення кар'єри, зіграв у класі «Б» 124 матчі, забивши один м'яч.

## Досягнення
- У списку 33 найкращих футболістів сезону в СРСР: № 2 (1949, 1950 та 1951 років)